# Marjorie Lord
Marjorie Lord (de soltera Wollenberg; 26 de julio de 1918 – 28 de noviembre de 2015) fue una actriz de cine y televisión estadounidense. Interpretó a Kathy "Clancy" O'Hara Williams, frente al personaje de Danny Thomas en The Danny Thomas Show (Make Room for Daddy).

## Primeros años
Lord nació en San Francisco, California, hija de Lillian Rosalie (de soltera Edgar) y George Charles Wollenberg. Durante su infancia, fue bailarina de ballet. Su padre era ejecutivo de cosméticos. Sus abuelos paternos eran alemanes[cita requerida] al igual que dos de sus bisabuelos maternos. Su familia se trasladó a la ciudad de Nueva York cuando ella tenía 15 años.

## Carrera

### Teatro
En 1935, a la edad de 16 años, Lord debutó en Broadway en The Old Maid con Judith Anderson. También actuó en Broadway en Signature (1945), Little Brown Jug (1946) y The Girl in the Freudian Slip (1967).
Aunque la mayor parte del éxito de Lord le llegó en la televisión, en 1963 declaró: "Soy ante todo una actriz de teatro. Para eso me formaron y ése es mi primer amor."
En la década de 1970, Lord participó activamente en producciones teatrales, en las que actuó durante 34 semanas sólo en 1973.

## Cine
Un libro de referencia cinematográfica resumió la carrera cinematográfica de Lord diciendo: "Durante dos décadas, interpretó papeles principales en películas en su mayoría rutinarias ..."
Lord fue contratada por RKO Radio Pictures en 1935. Mientras actuaba en Springtime for Henry con Edward Everett Horton, el director Henry Koster se acercó a ella y le firmó un contrato con Universal Studios. Apareció en seis largometrajes y en el serial The Adventures of Smilin' Jack para Universal. Su trabajo cinematográfico incluye varias películas de guerra, como la de misterio Sherlock Holmes in Washington (1943), protagonizada por Basil Rathbone. También apareció en las películas wéstern Masked Raiders, Mexican Manhunt y Down Laredo Way. En 1966, interpretó a Mrs. Martha Meade, la esposa del personaje de Bob Hope, en la comedia de humor Boy, Did I Get a Wrong Number!.

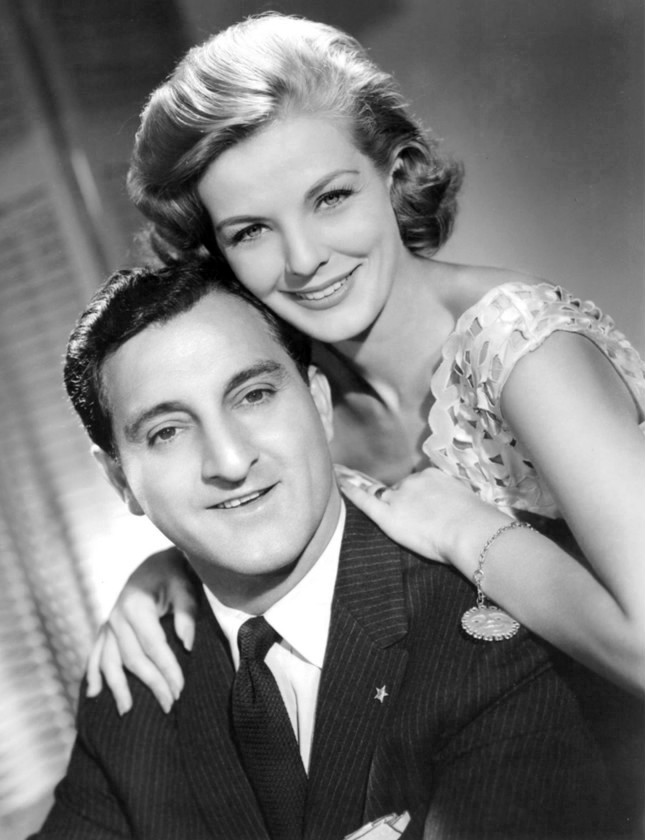
Marjorie Lord con Danny Thomas, 1957

### Televisión
Lord apareció en un episodio de 1950 de The Lone Ranger titulado "Bullets for Ballots", también con Craig Stevens, y en un episodio de 1955 titulado "The Law Lady". Apareció en el episodio de 1951 "The Return of Trigger Dawson" de la serie de televisión wéstern sindicada de Bill Williams The Adventures of Kit Carson y en la producción de 1954 "Shadow of Truth" en Ford Theatre.
En 1956, mientras actuaba en "Anniversary Waltz", Lord llamó la atención de Danny Thomas, quien le pidió que sustituyera a Jean Hagen como su esposa televisiva en "Make Room for Daddy". Hagen había interpretado a la esposa de Thomas desde el comienzo de la serie, pero fue eliminada del guion en 1956 al finalizar su contrato. Lord aceptó el papel y se unió al reparto de la serie, ahora llamada The Danny Thomas Show. Interpretó el papel hasta la cancelación de la serie en 1964. En 1970, Lord y Thomas, junto con otros actores secundarios originales, regresaron a la televisión con Make Room for Granddaddy. La serie sólo duró una temporada.

### Últimos años
Lord se mantuvo activa más allá de su 90 cumpleaños. El 8 de mayo de 2008 participó en la mesa redonda "Salute to Television Moms", organizada por la Academia de Artes y Ciencias de la Televisión.

## Reconocimiento
Lord tiene una estrella en la sección de televisión del Paseo de la Fama de Hollywood, en el 6317 de Hollywood Boulevard. La estrella fue dedicada el 8 de febrero de 1960.

## Vida personal
Lord se casó tres veces. Se casó con el actor John Archer el 30 de diciembre de 1941, y tuvieron dos hijos, entre ellos la actriz Anne Archer. Estuvieron casados desde 1941 hasta su divorcio en 1955. Su segundo marido fue el productor Randolph Hale, con quien estuvo casada desde 1958 hasta su muerte en 1974. Su tercer esposo fue Harry Volk, ex director general del Union Bank y filántropo de Los Ángeles, con quien estuvo casada desde 1976 hasta su muerte en 2000. Sus memorias se titulan A Dance and a Hug. Lord es abuela de Tommy Davis, hijo de su hija Anne, ambos destacados miembros de la Iglesia de la Cienciología.

### Muerte
Lord falleció el 28 de noviembre de 2015, a los 97 años, en su casa de Beverly Hills, California, por causas naturales. Tras su muerte, fue incinerada y sus cenizas fueron entregadas a su hijo, Gregg Archer.

## Filmografía

### Cine
| Año  | Título                                            | Papel                              | Notas | Ref                  |
| ---- | ------------------------------------------------- | ---------------------------------- | --- | -------------------- |
| 1937 | High Flyers                                       | Arlene Arlington                   | Película de comedia musical dirigida por Edward F. Cline                                                      |                      |
| 1937 | On Again-Off Again                                | Florence Cole                      | Película de comedia musical dirigida por Edward F. Cline                                                      |                      |
| 1937 | Forty Naughty Girls                               | June Preston                       | Comedia estadounidense dirigida por Edward F. Cline                                                           |                      |
| 1937 | Hideaway                                          | Joan Peterson                      | Película cómica dirigida por Richard Rosson                                                                   |                      |
| 1937 | Border Café                                       | Janet Barry                        | Película wéstern dirigida por Lew Landers                                                                     |                      |
| 1939 | The Middleton Family at the New York World's Fair | Babs                               | Dirigida por Robert R. Snody                                                                                  |                      |
| 1942 | Escape from Hong Kong                             | Valerie Hale y Fraulein K          | Película de comedia estadounidense dirigida por William Nigh                                                  | [ 19 ]               |
| 1942 | Moonlight in Havana                               | Patsy Clark                        | Película de comedia romántica estadounidense dirigida por Anthony Mann                                        |                      |
| 1943 | Johnny Come Lately                                | Jane                               | Película dramática dirigida por William K. Howard                                                             |                      |
| 1943 | Sherlock Holmes in Washington                     | Nancy Partridge                    | - Quinta película de la serie Basil Rathbone/Nigel Bruce de Sherlock Holmes. - Dirigida por Roy William Neill |                      |
| 1943 | Shantytown                                        | Virginia Allen                     | Película de crimen dirigida por Joseph Santley                                                                |                      |
| 1943 | Hi, Buddy                                         | Mary Parker                        | |                      |
| 1943 | The Adventures of Smilin' Jack                    | Janet Thompson                     | Serial basado en un cómic dirigida por Lewis D. Collins y Ray Taylor                                          |                      |
| 1947 | New Orleans                                       | Grace Volcella                     | Película de romance musical dirigida por Arthur Lubin                                                         |                      |
| 1948 | The Strange Mrs. Crane                            | Gina Crane, alias de Jennie Hadley | Película policíaca de cine negro dirigida por Sam Newfield                                                    |                      |
| 1948 | The Argyle Secrets                                | Marta                              | Romance de misterio dirigido por Cy Endfield                                                                  |                      |
| 1949 | Masked Raiders                                    | Gale Trevett aka Diablo Kid        | Wéstern dirigido por Lesley Selander                                                                          |                      |
| 1949 | Air Hostess                                       | Jennifer White                     | Drama de acción dirigida por Lew Landers                                                                      |                      |
| 1950 | Chain Gang                                        | Rita McKelvey                      | Película estadounidense de drama dirigida por Lew Landers y escrita por Howard J. Green.                      | [ 20 ] [ 21 ] [ 22 ] |
| 1950 | The Lost Volcano                                  | Ruth Gordon                        | Película de adventura dirigida por Ford Beebe                                                                 |                      |
| 1950 | Riding High                                       | Mary Winslow                       | película musical dirigida por Frank Capra                                                                     |                      |
| 1951 | Stop That Cab                                     | Mary Thomas                        | Comedia, película de crimen dirigida por Eugenio de Liguoro                                                   |                      |
| 1951 | Venture of Faith                                  |                                    | Drama dirigido por Frank R. Strayer                                                                           |                      |
| 1953 | Mexican Manhunt                                   | Sheila Barton                      | Película de crimen estadounidense dirigida por Rex Bailey                                                     |                      |
| 1953 | Down Laredo Way                                   | Valerie                            | Película wéstern dirigida por William Witney                                                                  |                      |
| 1954 | Port of Hell                                      | Kay Walker                         | Drama dirigido por Harold D. Schuster                                                                         |                      |
| 1966 | Boy, Did I Get a Wrong Number!                    | Mrs. Martha Meade                  | Película cómica estadounidense dirigida por George Marshall                                                   | [ 23 ]               |

### Televisión
| Año     | Título                                      | Papel                                        | Notas | Ref           |
| ------- | ------------------------------------------- | -------------------------------------------- | --- | ------------- |
| 1949    | Your Show Time                              |                                              | Episodio: "The Real Thing" (S 1:Ep 8) |               |
| 1950    | The Lone Ranger                             | Kitty McQueen                                | Episodio: "Bullets for Ballots" (S 1:Ep 35) |               |
| 1951    | Hollywood Opening Night                     |                                              | Episodio: "Hand on My Shoulder" (S 1:Ep 9) |               |
| 1952    | Fireside Theatre                            | Sue Brown                                    | Episodio: "Brown of Calaveras" (S 4:Ep 33) |               |
| 1952    | Fireside Theatre                            | Gwen                                         | Episodio: "Mirage" (S 4:Ep 41) |               |
| 1952    | China Smith                                 | Ruth Cotton                                  | Episodio: "Devil-In-The-Godown" (S 1:Ep 6) |               |
| 1952    | Fireside Theatre                            | Catherine                                    | Episodio: "Visit from a Stranger" (S 5:Ep 5)                                                                                                   |               |
| 1952    | Ford Theatre: All Star Theatre              |                                              | Episodio: "Edge of the Law" (S 1:Ep 6) |               |
| 1953    | Fireside Theatre                            |                                              | Episodio: "The Return" (S 5: 19) |               |
| 1953    | Schlitz Playhouse of Stars                  |                                              | Episodio: "The Devil's Other Name" (S 2:Ep 25)                                                                                                 |               |
| 1953    | Ford Theatre: All Star Theatre              |                                              | Episodio: "The Jewel" (S 1:Ep 35) |               |
| 1953    | Hallmark Hall of Fame                       | Sarah McCoy                                  | Episodio: "McCoy of Abilene" (S 3:Ep 4) |               |
| 1953    | Ramar of the Jungle                         | Lylia Webley                                 | Episodio: "Call to Danger" (S 2:Ep 6) |               |
| 1954    | Ramar of the Jungle                         | Lylia Webley                                 | Episodio: "Blind Peril" (S 2:Ep 12) |               |
| 1954    | Four Star Playhouse                         | Bessie                                       | Episodio: "Operation In Money" (S 2:Ep 25) |               |
| 1954    | General Electric Theater                    | Millie                                       | Episodio: "That Other Sunlight" (S 2:Ep 17) |               |
| 1954    | Schlitz Playhouse of Stars                  |                                              | Episodio: "Her Kind of Honor" (S 3:Ep 29) |               |
| 1954    | Hopalong Cassidy                            | Adele Keller                                 | Episodio: "Tricky Fingers" (S 2:Ep 26) |               |
| 1954    | Fireside Theatre                            |                                              | Episodio: "Trial Period" (S 6:Ep 35) |               |
| 1954    | Cavalcade of America                        | Mrs. Field                                   | Episodio: "The Great Gamble" (S 3:Ep 2) |               |
| 1954    | The Lone Wolf                               | Lori Race                                    | Episodio: "The Malibu Story (a.k.a. Malibu-Laguna)" (S 1:Ep 9)                                                                                 |               |
| 1954    | Ford Theatre: All Star Theatre              | Liz                                          | Episodio: "Shadow of Truth" (S 3:Ep 3) |               |
| 1954    | Climax!                                     |                                              | Episodio: "Epitaph For a Spy" (S 1:Ep 8) |               |
| 1955    | Cavalcade of America                        | Lee Powell Coleman                           | Episodio: "Take Off Zero" (S 3:Ep 14) |               |
| 1955    | Cavalcade of America                        | Episodio: "Decision For Justice" (S 3:Ep 15) | |               |
| 1955    | The Lone Ranger                             | Clare Lee                                    | Episodio: "The Law Lady" (S 4:Ep 25) |               |
| 1955    | Henry Fonda Presents the Star and the Story | Joan                                         | Episodio: "Newspaper Man" (S 1:Ep 19) |               |
| 1955    | Loretta Young Show                          | Miss Cook                                    | Episodio: "A Shadow Between" (S 3:Ep 16) |               |
| 1956    | TV Reader's Digest                          |                                              | Episodio: "Lost, Strayed, and Lonely" (S 2:Ep 21)                                                                                              |               |
| 1956    | Wire Service                                | Phyllis Holley                               | Episodio: "Hideout" (S 1:Ep 3) |               |
| 1957    | Zane Grey Theater                           | Amy Marr                                     | - Episodio: "Decision At Wilson's Creek" (S 1:Ep 28) - Reeditado como Frontier Justice (S 1:Ep 6) en 1958 con el mismo título de episodio.     |               |
| 1957    | Wagon Train                                 | Mary Palmer                                  | Episodio: "The Willy Moran Story (piloto)" (S 1:Ep 1)                                                                                          |               |
| 1957–64 | The Danny Thomas Show                       | Kathy 'Clancey' O'Hara Williams              | reparto principal |               |
| 1958    | The Ed Sullivan Show                        | Kathy Williams                               | Episodio: "September 21, 1958: CBS's Stars of the 1958–59 TV season" (S 11:Ep 2)                                                               |               |
| 1958    | Westinghouse Desilu Playhouse               | Kathy Williams                               | - Episodio: "Lucy Makes Room for Danny" (S 1:Ep 9) - También listado bajo The Lucy-Desi Comedy Hour con el mismo título de episodio (S 2:Ep 2) |               |
| 1961    | The Joey Bishop Show                        | Kathy Williams                               | - Episodio: "This Is Your Life" (S 1:Ep 4) - Un spin-off de The Danny Thomas Show                                                              |               |
| 1967    | The Danny Thomas Hour                       | Kathy Williams                               | Episodio: "Make More Room for Daddy" (S 1:Ep 9)                                                                                                |               |
| 1969    | Love, American Style                        |                                              | Episodio: "Love and the Single Couple" (S 1:Ep 13)                                                                                             |               |
| 1970–71 | Make Room for Granddaddy                    | Kathy Williams                               | - Reparto principal - Secuela de Make Room for Daddy (1953–1956) - Make Room for Daddy cambió su nombre a The Danny Thomas Show (1956–1964)    |               |
| 1975    | The Missing Are Deadly                      | Mrs. Robertson                               | Telefilme dirigido por Don McDougall |               |
| 1978    | Fantasy Island                              | Beth Shane                                   | Episodio: "Family Reunion / Voodoo" (S 1:Ep 4)                                                                                                 |               |
| 1978    | The Pirate                                  | Mrs. Mason                                   | - Película hecha para televisión dirigida por Ken Annakin - Basada en la novela del mismo nombre escrita por Harold Robbins                    | [ 24 ] [ 25 ] |
| 1980    | The Love Boat                               | Martha Rogers                                | Episodio: "April's Love/Happy Ending/We Three" (S 3:Ep 17)                                                                                     |               |
| 1987    | Sweet Surrender                             | Joyce Holden                                 | - Reparto principal - Breve sitcom estadounidense                                                                                              |               |
| 1988    | Side by Side                                | Mrs. Hammerstein                             | Telefilme dirigido por Jack Bender |               |

### Teatro
| Año  | Título                        | Papel         | Teatro   | Notas                   | Ref   |
| ---- | ----------------------------- | ------------- | -------- | ----------------------- | ----- |
| 1935 | The Old Maid                  | Tina          | Broadway | Intérprete de reemplazo | [ 4 ] |
| 1945 | Signature                     | Nora Davisson | Broadway | Intérprete original     | [ 4 ] |
| 1946 | Little Brown Jug              | Carol Barlow  | Broadway | Intérprete original     | [ 4 ] |
| 1967 | The Girl in the Freudian Slip | Paula Maugham | Broadway | Intérprete original     | [ 4 ] |